# Llanfairpwllgwyngyll
Llanfairpwllgwyngyllgogerychwyrndrobwllllantysiliogogogoch (escute: Llanfairpwllgwyngyllgogerychwyrndrobwllllantysiliogogogochⓘ), Llanfairpwllgwyngyll ou Llanfair PG é uma aldeia localizada na ilha Anglesey, no País de Gales. Nos sinais das estradas, a localidade encontra-se assinalada como Llanfairpwllgwyngyll. Nos mapas, encontra-se como Llanfair Pwllgwyngyll e os seus habitantes tratam-na por Llanfairpwll ou tão somente Llanfair.

## História

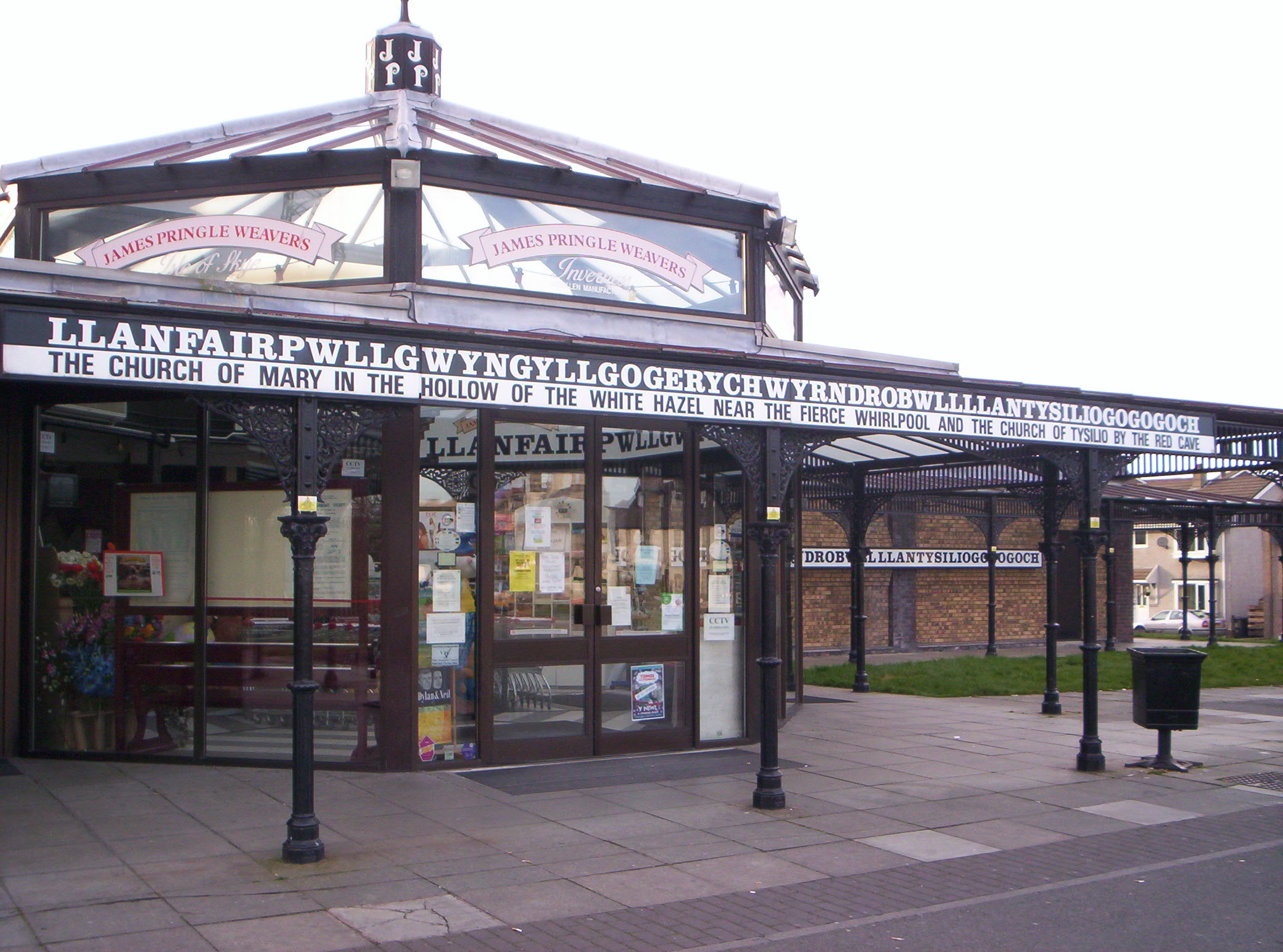
A estação de Llanfairpwll

A localidade era inicialmente conhecida como Llanfair Pwllgwyngyll. O seu nome foi alterado no século XIX, numa tentativa de desenvolver o turismo local. Ainda hoje, a principal atração continua a ser o seu nome extraordinariamente comprido.
O nome da localidade não pode ser considerado um topónimo autêntico em língua galesa. Foi gerado artificialmente na década de 1860, para outorgar à estação local a honra de ter inscrito o maior nome do Reino Unido, constituindo um dos golpes publicitários mais antigos.
De acordo com um historiador britânico, o nome foi criado por um alfaiate local.
No ano de 1826, a vila foi ligada ao resto do País de Gales pela construção da ponte suspensa de Menai, tendo sido em 1850 ligada a Londres através da construção da ponte Britannia e da linha ferroviária do norte de Gales.
A primeira reunião do Instituto Feminino Britânico teve lugar em Llanfairpwllgwyngyllgogerychwyrndrobwllllantysiliogogogoch, em 1915.

## Cultura
Nesta localidade existe também um clube de futebol cujo nome é Clwb Pêl Droed Llanfairpwllgwyngyllgogerychwyrndrobwllllantysiliogogogoch Football Club.

## Homenagens
A bactéria Myxococcus llanfairpwllgwyngyllgogerychwyrndrobwllllantysiliogogogochensis recebeu seu nome em homenagem à cidade.